# Ernest Pérochon
Ernest Pérochon (* 24. Februar 1885 in Courlay, Département Deux-Sèvres; † 10. Februar 1942 in Niort) war ein französischer Schriftsteller.
Ernest Pérochon erhielt im Jahr 1920 für sein Buch Nêne den Prix Goncourt. Er unterrichtete bis 1920 an einer Grundschule und war danach als freier Schriftsteller tätig. Zu seinen Werken zählen Gedichte, Romane (von Realismus bis Science-Fiction) und Kinderbücher.